# 南江乡 (南充市)
南江乡，是中华人民共和国四川省南充市高坪区曾经下辖的一个乡。2019年10月，撤销隆兴乡、斑竹乡、南江乡，将其所属行政区域划归长乐镇管辖。

## 行政区划
南江乡撤销前下辖以下地区：
四方井村、七里沟村、老元观村、猫儿寨村、灯高山村、弥陀寺村、天云寺村和石垭口村。